# Maudramnus z Korbei
Maudramnus z Korbei (zm. 781) – mnich benedyktyński, opat Corbie (w latach 772-780). Był jednym z pierwszych (obok Teodulfa z Orleanu i Alkuina) w czasach reform karolińskich, którzy próbowali ujednolicić tekst Wulgaty, jednak ze złym tego skutkiem. Powszechnie uważa się, że rękopisy Wulgaty, które wyszły spod jego ręki (Amiens BM 6, 7, 9, 11, 12), są przykładem najwcześniejszej minuskuły karolińskiej.